# Liste der Baudenkmale in Hannover-Nord
Die Liste der Baudenkmale in Hannover-Nord enthält die Baudenkmale der hannoverschen Stadtteile Brink-Hafen, Hainholz, Nordstadt und Vinnhorst. Die Einträge in dieser Liste basieren überwiegend auf einer Liste des Amtes für Denkmalschutz aus dem Jahr 1985 und sind hinsichtlich ihrer Aktualität im Einzelfall zu überprüfen.

## Brink-Hafen
| Lage                                                | Bezeichnung | Beschreibung | ID       | Bild           |
| --------------------------------------------------- | ----------- | --- | -------- | -------------- |
| Vahrenwalder Straße 267 52° 24′ 55″ N, 9° 43′ 57″ O | Wasserturm  | Der Wasserturm Hannover wurde 1909–1911 nach Plänen von Hermann Schaedtler erbaut. Er ist außer Betrieb seit 1963. Geschützt nach § 1 i.V.m. 3 (2) Einzeldenkmal NDSchG | 30759432 | Weitere Bilder |

## Hainholz
| Lage                                                                                              | Bezeichnung                                                  | Beschreibung | ID       | Bild           |
| ------------------------------------------------------------------------------------------------- | ------------------------------------------------------------ | --- | -------- | -------------- |
| Chamissostraße 1, 1a, 2/3, 4, 5, 17, 17a, 18, 19, 19a, 20, 21, 22, 23 52° 24′ 13″ N, 9° 42′ 49″ O | Wohnhäuser Chamissostraße 1 - 23                             | [ 2 ] | 30592052 |                |
| Schulenburger Landstraße 167–225 52° 24′ 56″ N, 9° 42′ 2″ O                                       | Siedlung P. Wolf                                             | Die Siedlung, auch als Bedürftigenunterkunft Rote Reihe bezeichnet, wurde Anfang der 1920er Jahre als Hilfe gegen die Obdachlosigkeit ganzer Familien errichtet. Geschützt nach § 3 (2) NDSchG                                | 30592062 | Weitere Bilder |
| Schulenburger Landstraße 52° 23′ 43″ N, 9° 43′ 3″ O                                               | Bahnhof Hainholz mit südlicher Brücke und ehemaligem Pissoir | Bahnhof nach Anlage des Nordstadt Bahnhofs stillgelegt. Neuer Standort des Pissoirs auf dem Conrad-Wilhelm-Hase-Platz 30 m südwestlich der Christuskirche. Das Objekt ist nicht mehr im Denkmalatlas enthalten (Oktober 2024) |          | Weitere Bilder |
| Schulenburger Landstraße 118 52° 24′ 21″ N, 9° 42′ 47″ O                                          | Fabrikhalle der Firma Sorst                                  | | 30692544 |                |
| Siegmundstraße 17 52° 23′ 47″ N, 9° 43′ 0″ O                                                      | Verwaltungsgebäude der VSM                                   | Geschützt nach § 3 (2) NDSchG | 30692523 | Weitere Bilder |
| Turmstraße 3 52° 23′ 47″ N, 9° 43′ 11″ O                                                          | Marienkirche                                                 | 1409–1424 als Wallfahrtskirche Maria im Sumpfe im gotischen Stil gebaut. 1825 unter Erhalt des historischen Chors umgebaut. 1945 durch Bombenangriffe zerstört und danach mehrfach renoviert.                                 | 30692503 | Weitere Bilder |
| Voltmerstraße 28 52° 23′ 57″ N, 9° 43′ 0″ O                                                       | Wohn- und Wirtschaftsgebäude                                 | [ 2 ] | 30692483 |                |

## Nordstadt

### Gruppen und Einzeldenkmale
| Lage                                                                    | Bezeichnung                                                                         | Beschreibung | ID       | Bild           |
| ----------------------------------------------------------------------- | ----------------------------------------------------------------------------------- | --- | -------- | -------------- |
| Alleehof 4 52° 23′ 22″ N, 9° 42′ 31″ O                                  | Wohnhaus Stichweh                                                                   | 1952/53 erbaut im Auftrag von Wilhelm Stichweh nach Plänen von Walter Gropius, seit 1987 Sitz des Bundes Deutscher Architekten Niedersachsen. | 30794445 | Weitere Bilder |
| Alleestraße 13/14 52° 23′ 28″ N, 9° 42′ 37″ O                           | Doppelwohnhaus                                                                      | [ 2 ] | 30594093 |                |
| Am Judenkirchhof 52° 22′ 54″ N, 9° 43′ 20″ O                            | Alter Jüdischer Friedhof an der Oberstraße mit Mauer und Grabmälern                 | Angelegt um 1550, diente bis zur Eröffnung des Jüdischen Friedhofs An der Strangriede 1864 als Begräbnisstätte der hannoverschen Juden. Rund 700 Grabsteine (Mazevot) sind erhalten. | 30794342 | Weitere Bilder |
| Am Judenkirchhof 10A 52° 22′ 52″ N, 9° 43′ 21″ O                        | Gartenhaus                                                                          | Das Gartenhaus Hannover wurde 1820 als klassizistischer Fachwerkbau erbaut. Es ist das letzte erhaltene Haus der ursprünglich ländlichen Besiedelung außerhalb der ehemaligen Stadtbefestigung Hannovers.                                                                                 | 30794549 | Weitere Bilder |
| Am Kleinen Felde 28 52° 23′ 8″ N, 9° 43′ 20″ O                          | Ehemalige Feuerwache II                                                             | 1897–1900 nach Plänen von Otto Ruprecht gebaut. Heute ein Jugendzentrum. | 30794489 | Weitere Bilder |
| Am Kleinen Felde 30 52° 23′ 10″ N, 9° 43′ 20″ O                         | Ehemalige Bürgerschule 9                                                            | 1896–1898 nach Plänen von Otto Ruprecht gebaut. Heute Institute der Universität Hannover. | 30794510 | Weitere Bilder |
| Am Kleinen Felde 35 52° 23′ 13″ N, 9° 43′ 19″ O                         | Wohnhaus                                                                            | | 30794530 |                |
| An der Christuskirche 52° 22′ 52″ N, 9° 43′ 33″ O                       | Christuskirche                                                                      | Erbaut 1859–1864 nach Plänen von Conrad Wilhelm Hase als neugotische Residenzkirche König Georgs V. | 30794572 | Weitere Bilder |
| An der Christuskirche 15 52° 22′ 53″ N, 9° 43′ 28″ O                    | Gemeindehaus der Christuskirche                                                     | Erbaut 1905–1906 nach Plänen von Karl Börgemann als multifunktionales Gemeindezentrum. | 30794215 | Weitere Bilder |
| An der Lutherkirche 52° 23′ 14″ N, 9° 43′ 19″ O                         | Pferdetränke                                                                        | Die Tränke wurde nach einem Entwurf von Otto Ruprecht um 1905 gefertigt und 1998 im Rahmen der Platzumgestaltung restauriert. | 30794235 |                |
| An der Lutherkirche 52° 23′ 14″ N, 9° 43′ 17″ O                         | Lutherkirche                                                                        | Erbaut 1895–1898 nach Plänen von Rudolph Eberhard Hillebrand. 1945 durch Bomben zerstört. Wiederaufbau mit vereinfachter Dachkonstruktion. 2004 Umbau zur Jugendkirche. Nach Turmbrand 2006 neues Turmdach.                                                                               | 30794257 | Weitere Bilder |
| An der Lutherkirche 18 52° 23′ 13″ N, 9° 43′ 22″ O                      | Hauptgebäude der Lutherschule Hannover, ehem. städtische Oberrealschule III         | Erbaut 1897 bis 1900 im Stil des Historismus nach Plänen von Otto Ruprecht in L-Form entlang den Straßen Am kleinen Felde und der damaligen Hahnenstraße (Heute: An der Lutherkirche). | 30794592 | Weitere Bilder |
| An der Strangriede 41 52° 23′ 25″ N, 9° 42′ 50″ O                       | Neuer St.-Nikolai-Friedhof: Kapelle und Grabmäler                                   | 1863–1866 zwischen Appelstr. (ehem. Militärstr.) und An der Strangriede angelegt. Ensemble aus Friedhof und Kapelle. | 30590995 | Weitere Bilder |
| An der Strangriede 55a 52° 23′ 25″ N, 9° 43′ 11″ O                      | Jüdischer Friedhof An der Strangriede: Predigthalle und Grabmäler                   | Erbaut 1863/64 nach Plänen von Edwin Oppler. Ensemble aus Friedhof, Trauerhalle, Wohnhaus und Grabmalen. | 30591007 | Weitere Bilder |
| Appelstraße 7 52° 23′ 20″ N, 9° 42′ 55″ O                               | Stallgebäude der ehemaligen Ulanenkaserne                                           | Pferdestall der Ulanenkaserne | 30794276 |                |
| Blumenhagenstraße 2/3, 4, 5/6, 9, 10, 11/12 52° 23′ 20″ N, 9° 42′ 36″ O | Wohnhäuser Blumenhagenstraße                                                        | Im Ensemble. | 30591039 |                |
| Brüggemannhof 1–22 52° 22′ 48″ N, 9° 43′ 28″ O                          | Genossenschaftliche Wohnanlage Brüggemannhof                                        | Im Ensemble. Erbaut 1912–1924 von Franz Hoffmann als Wohnanlage Schlosswender Garten für den genossenschaftlichen Spar- und Bauverein. | 30591049 |                |
| Westseite Schulenburger Landstraße 52° 23′ 40″ N, 9° 43′ 6″ O           | Geländer an der Eisenbahnüberführung                                                | [ 2 ] | 50514926 |                |
| Engelbosteler Damm 17 52° 23′ 1″ N, 9° 43′ 29″ O                        | Hinterhaus                                                                          | „Ein beantragter Abbruch des Gebäudes wurde am 27. Juli 2011 denkmalrechtlich genehmigt.“ | 30794679 |                |
| Haltenhoffstraße 41 52° 23′ 34″ N, 9° 42′ 53″ O                         | Nordstadtkrankenhaus                                                                | Im Ensemble. Erbaut 1891–1895 nach Plänen von Paul Rowald. | 30591079 | Weitere Bilder |
| Haltenhoffstraße 46 52° 23′ 34″ N, 9° 42′ 53″ O                         | Grundschule Auf dem Loh, ehem. Bürgerschule 57–60                                   | erbaut 1897–1901 nach Plänen von Otto Ruprecht. | 30794698 | Weitere Bilder |
| Heisenstraße 20 52° 23′ 23″ N, 9° 43′ 14″ O                             | Hinterhaus                                                                          | [ 2 ] | 30794718 |                |
| Heisenstraße 24 52° 23′ 21″ N, 9° 43′ 15″ O                             | Wohnhaus                                                                            | [ 2 ] | 30794737 |                |
| Heisenstraße 29 52° 23′ 19″ N, 9° 43′ 15″ O                             | Wohnhaus                                                                            | [ 2 ] | 30794758 |                |
| Heisenstraße 31 52° 23′ 18″ N, 9° 43′ 15″ O                             | Fachwerkhaus                                                                        | [ 2 ] | 30794776 |                |
| Heisenstraße 32 52° 23′ 17″ N, 9° 43′ 15″ O                             | Wohnhaus mit Hinterhaus                                                             | [ 2 ] | 30794796 |                |
| Herrenhäuser Kirchweg 11 52° 23′ 31″ N, 9° 42′ 37″ O                    | Wohngebäude                                                                         | Im Ensemble mit Reinholdstraße 5 und 7 Teil der Wohnhausgruppe Mohrmann. | 30797429 | Weitere Bilder |
| Reinholdstraße 5 52° 23′ 32″ N, 9° 42′ 38″ O                            | Wohnhaus                                                                            | Teil der Wohnhausgruppe Mohrmann | 30797451 | Weitere Bilder |
| Reinholdstraße 7 52° 23′ 32″ N, 9° 42′ 38″ O                            | Wohnhaus                                                                            | Im Ensemble Wohnhausgruppe Mohrmann. | 30797471 |                |
| Herrenhäuser Kirchweg 20 52° 23′ 29″ N, 9° 42′ 33″ O                    | Burgruine (Wohnhaus)                                                                | 1885 erbaut im Auftrag von Alexander Moritz Simon als Teil einer romantischen Parkanlage. | 30794837 | Weitere Bilder |
| Kniestraße 23a 52° 23′ 22″ N, 9° 43′ 3″ O                               | Hinterhaus                                                                          | [ 2 ] | 30794859 |                |
| Im Moore 16, 18, 20 52° 23′ 4″ N, 9° 43′ 16″ O                          | Wohnhäuser Im Moore 16, 18, 20                                                      | Im Ensemble. | 30591099 |                |
| Im Moore 38 52° 23′ 12″ N, 9° 43′ 15″ O                                 | Anna-Siemsen-Schule (BBS 7): Gebäudetrakte An der Lutherkirche und Am Kleinen Felde | Erbaut um 1930 als Städtische-Mädchen-Berufsschule nach Plänen von Karl Elkart. | 30794880 | Weitere Bilder |
| Marschnerstraße 30/34 52° 23′ 8″ N, 9° 43′ 40″ O                        | St. Marien mit Pfarrhaus                                                            | Erbaut als Basilika bis 1890 nach Plänen von Christoph Hehl in frühgotischen Formen. Grabstätte des Politikers Ludwig Windthorst. 1945 durch Bomben bis auf Turm und Gemeindehaus zerstört. Heute Teil des Katholischen Internationalen Zentrums Hannover.                                | 30794900 | Weitere Bilder |
| Nienburger Straße 1–4 52° 23′ 8″ N, 9° 42′ 45″ O                        | Franzius-Institut mit Wellenhalle der Universität Hannover                          | Das Institut wurde 1914 gegründet, die Gebäude 1926 nach einem Entwurf von Franz Erich Kassbaum errichtet. | 30794319 | Weitere Bilder |
| Nienburger Straße 17 52° 23′ 25″ N, 9° 42′ 24″ O                        | Parkhaus                                                                            | Das Gebäude Nienburger Straße 17 wurde 1894/95 im Auftrag von Alexander Moritz Simon als Erneuerungsbau des vorhandenen Konzerthauses nach Plänen von Max Küster (1862–1941) errichtet.                                                                                                   | 30799941 | Weitere Bilder |
| Schloßwender Straße 1 52° 22′ 44″ N, 9° 43′ 21″ O                       | Ehemalige Geschäftsbücherfabrik J. C. König & Ebhardt                               | Gutenberg-Bronzestatue von Carl Dopmeyer (1890), die früher Teil des Gutenbergbrunnens am Friederikenplatz war, vor dem Gebäude von 1874–1876 (erweitert 1890). Das Gebäude wird seit Mitte der 1980er Jahre von der Universität Hannover genutzt, die um 1990 das Kupferdach bauen ließ. | 30794962 | Weitere Bilder |
| Oberstraße 15 52° 22′ 55″ N, 9° 43′ 21″ O                               | Wohnhaus                                                                            | , aber nicht mehr im aktuellen Denkmalatlas enthalten. |          |                |
| Wilhelm-Busch-Straße 2 52° 22′ 45″ N, 9° 43′ 17″ O                      | Verbindungshaus des Corps Slesvico-Holsatia                                         | [ 2 ] | 30795025 |                |

### Gruppe: Welfengarten mit Schloss und Nebengebäuden
| Lage                                         | Bezeichnung                                  | Beschreibung | ID       | Bild           |
| -------------------------------------------- | -------------------------------------------- | --- | -------- | -------------- |
| Nordstadt 52° 23′ 0″ N, 9° 43′ 2″ O          | Welfengarten mit Schloss und Nebengebäuden   | Baudenkmal-Gruppe Welfengarten mit Schloss und Nebengebäuden | 30591112 | Weitere Bilder |
| Welfengarten 1 52° 22′ 56″ N, 9° 43′ 4″ O    | Welfenschloss                                | | 30794297 | Weitere Bilder |
| Callinstraße 1–9 52° 23′ 11″ N, 9° 42′ 59″ O | Chemisches Institut der Universität Hannover | Errichtet von 1906 bis 1909 nach Plänen des Landbauinspektors Friedrich Ebel im Stil der Neorenaissance. 2007 bis 2010 durch Land Niedersachsen grundsaniert und energetisch optimiert. | 30794633 | Weitere Bilder |
| Welfengarten 1 A 52° 22′ 55″ N, 9° 43′ 14″ O | Marstallgebäude                              | Heute durch die Technischen Informationsbibliothek genutzt. | 30797606 | Weitere Bilder |
| Nordstadt 52° 23′ 2″ N, 9° 43′ 2″ O          | Welfengarten                                 | Landschaftspark | 30797564 |                |
| Welfengarten 52° 23′ 3″ N, 9° 43′ 2″ O       | Lavesbrücke                                  | | 30797627 | Weitere Bilder |
| Welfengarten 52° 23′ 0″ N, 9° 43′ 2″ O       | Sachsenross                                  | | 30797649 | Weitere Bilder |

### Gruppe: Wohnhäuser Wilhelm-Busch-Straße 12–24
| Lage                                                | Bezeichnung                                | Beschreibung                                                      | ID       | Bild           |
| --------------------------------------------------- | ------------------------------------------ | ----------------------------------------------------------------- | -------- | -------------- |
| Nordstadt 52° 22′ 51″ N, 9° 43′ 18″ O               | Wohnhäuser Wilhelm-Busch-Straße 12 - 24    | Baudenkmal-Gruppe Wohnhäuser Wilhelm-Busch-Straße 12 - 24         | 30591122 |                |
| Wilhelm-Busch-Straße 12 52° 22′ 50″ N, 9° 43′ 18″ O | Wohnhaus                                   |                                                                   | 30797669 |                |
| Wilhelm-Busch-Straße 14 52° 22′ 50″ N, 9° 43′ 18″ O | Wohnhaus                                   |                                                                   | 30797687 |                |
| Wilhelm-Busch-Straße 16 52° 22′ 51″ N, 9° 43′ 17″ O | Verbindungshaus des Corps Saxonia Hannover | „Saxenhaus“. Erbaut 1911/1912 nach Plänen von Hermann Schaedtler. | 30797705 | Weitere Bilder |
| Wilhelm-Busch-Straße 18 52° 22′ 52″ N, 9° 43′ 18″ O | Hochschulgebäude                           |                                                                   | 30797726 |                |
| Wilhelm-Busch-Straße 20 52° 22′ 52″ N, 9° 43′ 18″ O | Wohnhaus                                   |                                                                   | 30797748 |                |
| Wilhelm-Busch-Straße 22 52° 22′ 52″ N, 9° 43′ 18″ O | Wohnhaus                                   |                                                                   | 30797767 |                |
| Wilhelm-Busch-Straße 24 52° 22′ 53″ N, 9° 43′ 18″ O | Wohnhaus                                   | Verbindungshaus der AV Gothia Hannover                            | 30797787 | Weitere Bilder |

### Gruppe: Georgengarten mit Gebäuden und Alleen
| Lage                                                                                       | Bezeichnung                                      | Beschreibung | ID       | Bild           |
| ------------------------------------------------------------------------------------------ | ------------------------------------------------ | --- | -------- | -------------- |
| Nordstadt 52° 22′ 59″ N, 9° 42′ 43″ O                                                      | Georgengarten mit Gebäuden und Alleen            | Baudenkmal-Gruppe Georgengarten mit Gebäuden und Alleen: Landschaftsgarten, Allee, Leibniztempel, Brücken, Obelisk, Eichengedenkstein, drei Kriegerdenkmäler                                                                                                   | 30591069 | BW             |
| 52° 23′ 13″ N, 9° 42′ 17″ O                                                                | Georgengarten                                    | Landschaftsgarten | 32841964 | Weitere Bilder |
| 52° 23′ 13″ N, 9° 42′ 17″ O                                                                | Herrenhäuser Allee                               | knapp 2 km lange Lindenallee | 44948273 | Weitere Bilder |
| Nienburger Straße 52° 23′ 25″ N, 9° 42′ 20″ O                                              | Denkmal                                          | Denkmal für das Feldartillerie-Regiment Nr. 225 | 30797256 | Weitere Bilder |
| Herrenhäuser Allee Höhe der Stadtbahn-Haltestelle Schneiderberg 52° 23′ 5″ N, 9° 42′ 45″ O | Helmcke-Denkmal                                  | Zur Erinnerung an den Bäckermeister und Getreidehändler Johann Gerhard Helmcke (1750–1824), der Anfang des 19. Jahrhunderts die Bäume der Herrenhäuser Allee durch Zahlung von 3.000 Talern vor dem Abholzen durch die napoleonischen Besetzungsmacht rettete. | 30794817 | Weitere Bilder |
| Georgengarten 52° 23′ 13″ N, 9° 42′ 17″ O                                                  | Leibniztempel                                    | mit Büste | 30797172 | Weitere Bilder |
| Georgengarten 1 und 1b 52° 23′ 3″ N, 9° 42′ 28″ O                                          | Wallmoden-Schlösschen und ehemaliger Pferdestall | Heute durch das Wilhelm-Busch-Museum genutzt. Der Pferdestall wurde um 1843 nach Plänen von Christian Heinrich Tramm erbaut. | 30797316 | Weitere Bilder |
| Jägerstraße 15/16 52° 22′ 54″ N, 9° 42′ 49″ O                                              | Torhäuser im Georgengarten                       | Ensemble aus Cavalierhaus Jägerstraße 15 und Cavalierhaus Jägerstraße 16 |          | Weitere Bilder |

### Gruppe: Wohnhäuser Callinstraße/Glünderstraße
| Lage                                         | Bezeichnung                           | Beschreibung                                            | ID       | Bild |
| -------------------------------------------- | ------------------------------------- | ------------------------------------------------------- | -------- | ---- |
| Nordstadt 52° 23′ 12″ N, 9° 42′ 59″ O        | Wohnhäuser Callinstraße/Glünderstraße | Baudenkmal-Gruppe Wohnhäuser Callinstraße/Glünderstraße | 30591059 |      |
| Callinstraße 4 52° 23′ 10″ N, 9° 43′ 1″ O    | Wohnhaus                              | Callinstraße 4                                          | 30794611 |      |
| Callinstraße 6 52° 23′ 11″ N, 9° 43′ 0″ O    | Wohnhaus                              |                                                         | 30796835 |      |
| Callinstraße 8 52° 23′ 11″ N, 9° 42′ 59″ O   | Wohn- und Geschäftshaus               |                                                         | 30796856 |      |
| Glünderstraße 1 52° 23′ 12″ N, 9° 43′ 0″ O   | Wohnhaus                              |                                                         | 30796877 |      |
| Glünderstraße 2 52° 23′ 12″ N, 9° 43′ 0″ O   | Wohnhaus                              |                                                         | 30796898 |      |
| Glünderstraße 3 52° 23′ 13″ N, 9° 43′ 0″ O   | Wohnhaus                              |                                                         | 30796919 |      |
| Glünderstraße 3a 52° 23′ 13″ N, 9° 43′ 1″ O  | Hinterhaus                            |                                                         | 30797916 | BW   |
| Glünderstraße 3b 52° 23′ 13″ N, 9° 43′ 2″ O  | Hinterhaus                            |                                                         | 30797939 | BW   |
| Glünderstraße 4 52° 23′ 13″ N, 9° 43′ 1″ O   | Wohnhaus                              |                                                         | 30796941 |      |
| Glünderstraße 5 52° 23′ 14″ N, 9° 43′ 1″ O   | Wohnhaus                              |                                                         | 30796962 |      |
| Glünderstraße 6 52° 23′ 15″ N, 9° 43′ 1″ O   | Wohnhaus                              |                                                         | 30796983 |      |
| Glünderstraße 7 52° 23′ 15″ N, 9° 43′ 0″ O   | Wohnhaus                              |                                                         | 30797004 |      |
| Glünderstraße 8 52° 23′ 16″ N, 9° 43′ 0″ O   | Wohnhaus                              |                                                         | 30797025 |      |
| Glünderstraße 9 52° 23′ 16″ N, 9° 42′ 59″ O  | Wohnhaus                              |                                                         | 30797047 |      |
| Glünderstraße 10 52° 23′ 16″ N, 9° 42′ 59″ O | Wohnhaus                              |                                                         | 30797066 |      |
| Glünderstraße 11 52° 23′ 15″ N, 9° 42′ 59″ O | Wohnhaus                              |                                                         | 30797087 |      |
| Glünderstraße 12 52° 23′ 14″ N, 9° 42′ 59″ O | Wohnhaus                              |                                                         | 30797108 |      |
| Glünderstraße 13 52° 23′ 14″ N, 9° 42′ 59″ O | Wohnhaus                              |                                                         | 30797129 |      |
| Schneiderberg 7 52° 23′ 15″ N, 9° 42′ 57″ O  | Wohnhaus                              |                                                         | 30797150 |      |

### Gruppe: Wohnhäuser Astern-/Flieder-/Hahnenstraße
| Lage                                         | Bezeichnung                              | Beschreibung                                               | ID       | Bild |
| -------------------------------------------- | ---------------------------------------- | ---------------------------------------------------------- | -------- | ---- |
| Nordstadt 52° 23′ 10″ N, 9° 43′ 11″ O        | Wohnhäuser Astern-/Flieder-/Hahnenstraße | Baudenkmal-Gruppe Wohnhäuser Astern-/Flieder-/Hahnenstraße | 30591029 |      |
| Asternstraße 28 52° 23′ 8″ N, 9° 43′ 13″ O   | Wohnhaus                                 |                                                            | 30795768 |      |
| Asternstraße 29 52° 23′ 7″ N, 9° 43′ 13″ O   | Wohnhaus                                 |                                                            | 30795787 |      |
| Asternstraße 30 52° 23′ 9″ N, 9° 43′ 12″ O   | Wohnhaus                                 |                                                            | 30795806 |      |
| Asternstraße 31 52° 23′ 7″ N, 9° 43′ 12″ O   | Wohnhaus                                 |                                                            | 30795827 |      |
| Asternstraße 32 52° 23′ 9″ N, 9° 43′ 11″ O   | Wohnhaus                                 |                                                            | 30795846 |      |
| Asternstraße 33 52° 23′ 8″ N, 9° 43′ 12″ O   | Wohnhaus                                 |                                                            | 30795865 |      |
| Asternstraße 34 52° 23′ 9″ N, 9° 43′ 10″ O   | Wohnhaus                                 |                                                            | 30795886 |      |
| Asternstraße 35 52° 23′ 8″ N, 9° 43′ 11″ O   | Wohnhaus                                 |                                                            | 30795909 |      |
| Asternstraße 37 52° 23′ 8″ N, 9° 43′ 10″ O   | Wohnhaus                                 |                                                            | 30795930 |      |
| Asternstraße 39 52° 23′ 8″ N, 9° 43′ 9″ O    | Wohnhaus                                 |                                                            | 30795951 |      |
| Asternstraße 41 52° 23′ 9″ N, 9° 43′ 9″ O    | Wohnhaus                                 |                                                            | 30795972 |      |
| Fliederstraße 1 52° 23′ 10″ N, 9° 43′ 11″ O  | Wohnhaus                                 |                                                            | 30795994 |      |
| Fliederstraße 2 52° 23′ 10″ N, 9° 43′ 11″ O  | Wohnhaus                                 |                                                            | 30796015 |      |
| Fliederstraße 2a 52° 23′ 10″ N, 9° 43′ 13″ O | Hinterhaus                               |                                                            | 30797962 | BW   |
| Fliederstraße 3 52° 23′ 11″ N, 9° 43′ 11″ O  | Wohnhaus                                 |                                                            | 30796036 |      |
| Fliederstraße 3a 52° 23′ 10″ N, 9° 43′ 13″ O | Hinterhaus                               |                                                            | 30797986 | BW   |
| Fliederstraße 4a 52° 23′ 12″ N, 9° 43′ 10″ O | Wohnhaus                                 |                                                            | 30796059 |      |
| Fliederstraße 4 52° 23′ 11″ N, 9° 43′ 12″ O  | Wohnhaus                                 |                                                            | 30796080 |      |
| Fliederstraße 4 52° 23′ 11″ N, 9° 43′ 13″ O  | Hinterhaus                               |                                                            | 30798011 | BW   |
| Fliederstraße 5 52° 23′ 11″ N, 9° 43′ 10″ O  | Wohnhaus                                 |                                                            | 30796102 |      |
| Fliederstraße 6 52° 23′ 10″ N, 9° 43′ 10″ O  | Wohnhaus                                 |                                                            | 30796123 |      |
| Fliederstraße 7 52° 23′ 10″ N, 9° 43′ 10″ O  | Wohnhaus                                 |                                                            | 30796146 |      |
| Hahnenstraße 1 52° 23′ 12″ N, 9° 43′ 13″ O   | Wohnhaus                                 |                                                            | 30796167 |      |
| Hahnenstraße 3 52° 23′ 12″ N, 9° 43′ 12″ O   | Wohnhaus                                 |                                                            | 30796189 |      |
| Hahnenstraße 5 52° 23′ 11″ N, 9° 43′ 9″ O    | Wohnhaus                                 |                                                            | 30796210 |      |
| Hahnenstraße 6 52° 23′ 13″ N, 9° 43′ 12″ O   | Wohnhaus                                 |                                                            | 30796230 |      |
| Hahnenstraße 7 52° 23′ 11″ N, 9° 43′ 8″ O    | Wohnhaus                                 |                                                            | 30796251 |      |
| Hahnenstraße 8 52° 23′ 12″ N, 9° 43′ 11″ O   | Wohnhaus                                 |                                                            | 30796272 |      |
| Hahnenstraße 10 52° 23′ 12″ N, 9° 43′ 10″ O  | Wohnhaus                                 |                                                            | 30796293 |      |

### Gruppe: Wohnhausgruppe Im Moore/Asternstraße
| Lage                                       | Bezeichnung                          | Beschreibung                                           | ID       | Bild |
| ------------------------------------------ | ------------------------------------ | ------------------------------------------------------ | -------- | ---- |
| Nordstadt 52° 23′ 7″ N, 9° 43′ 14″ O       | Wohnhausgruppe Im Moore/Asternstraße | Baudenkmal-Gruppe Wohnhausgruppe Im Moore/Asternstraße | 30591019 |      |
| Asternstraße 23 52° 23′ 6″ N, 9° 43′ 17″ O | Wohnhaus                             |                                                        | 30795473 |      |
| Asternstraße 25 52° 23′ 6″ N, 9° 43′ 17″ O | Wohnhaus                             |                                                        | 30795492 |      |
| Asternstraße 27 52° 23′ 7″ N, 9° 43′ 16″ O | Wohnhaus                             |                                                        | 30795513 |      |
| Im Moore 24 52° 23′ 6″ N, 9° 43′ 16″ O     | Wohnhaus                             |                                                        | 30795534 |      |
| Im Moore 25 52° 23′ 5″ N, 9° 43′ 14″ O     | Wohnhaus                             |                                                        | 30795554 |      |
| Im Moore 26 52° 23′ 6″ N, 9° 43′ 15″ O     | Wohnhaus                             |                                                        | 30795575 |      |
| Im Moore 27 52° 23′ 5″ N, 9° 43′ 14″ O     | Wohnhaus                             |                                                        | 30795594 |      |
| Im Moore 29 52° 23′ 6″ N, 9° 43′ 14″ O     | Wohnhaus                             |                                                        | 30795615 |      |
| Im Moore 30 52° 23′ 8″ N, 9° 43′ 16″ O     | Wohnhaus                             |                                                        | 30795636 |      |
| Im Moore 31 52° 23′ 7″ N, 9° 43′ 14″ O     | Wohnhaus                             |                                                        | 30795657 |      |
| Im Moore 32 52° 23′ 9″ N, 9° 43′ 16″ O     | Wohnhaus                             |                                                        | 30795678 |      |
| Im Moore 33 52° 23′ 8″ N, 9° 43′ 14″ O     | Wohn- und Geschäftshaus              |                                                        | 30795699 |      |
| Im Moore 34 52° 23′ 9″ N, 9° 43′ 16″ O     | Wohnhaus                             |                                                        | 30795726 |      |
| Im Moore 36 52° 23′ 10″ N, 9° 43′ 16″ O    | Wohnhaus                             |                                                        | 30795747 |      |

### Gruppe: Wohnhäuser am Judenkirchhof
| Lage                                                | Bezeichnung                 | Beschreibung                                  | ID       | Bild |
| --------------------------------------------------- | --------------------------- | --------------------------------------------- | -------- | ---- |
| Nordstadt 52° 22′ 54″ N, 9° 43′ 19″ O               | Wohnhäuser am Judenkirchhof | Baudenkmal-Gruppe Wohnhäuser am Judenkirchhof | 30590985 |      |
| Am Judenkirchhof 7 52° 22′ 54″ N, 9° 43′ 19″ O      | Wohnhaus                    |                                               | 30794158 |      |
| Am Judenkirchhof 8 52° 22′ 54″ N, 9° 43′ 19″ O      | Wohnhaus                    |                                               | 30794177 |      |
| Oberstraße 17 52° 22′ 55″ N, 9° 43′ 20″ O           | Wohnhaus                    |                                               | 30794196 |      |
| Wilhelm-Busch-Straße 26 52° 22′ 55″ N, 9° 43′ 18″ O | Wohnhaus                    |                                               | 30794363 |      |

### Gruppe: Wohnhäuser Nienburger Straße/Callinstraße/Alleestraße
| Lage                                              | Bezeichnung                                           | Beschreibung                                                            | ID       | Bild |
| ------------------------------------------------- | ----------------------------------------------------- | ----------------------------------------------------------------------- | -------- | ---- |
| Nordstadt 52° 23′ 18″ N, 9° 42′ 32″ O             | Wohnhäuser Nienburger Straße/Callinstraße/Alleestraße | Baudenkmal-Gruppe Wohnhäuser Nienburger Straße/Callinstraße/Alleestraße | 30590964 |      |
| Alleestraße 1 52° 23′ 22″ N, 9° 42′ 28″ O         | Wohnhaus                                              |                                                                         | 30795048 |      |
| Alleestraße 36 52° 23′ 23″ N, 9° 42′ 27″ O        | Wohnhaus                                              |                                                                         | 30795066 |      |
| Callinstraße 42 52° 23′ 18″ N, 9° 42′ 35″ O       | Wohnhaus                                              |                                                                         |          |      |
| Callinstraße 44 52° 23′ 19″ N, 9° 42′ 34″ O       | Wohnhaus                                              |                                                                         | 30795105 |      |
| Callinstraße 46 52° 23′ 19″ N, 9° 42′ 33″ O       | Wohnhaus                                              |                                                                         | 30795126 |      |
| Callinstraße 48 52° 23′ 19″ N, 9° 42′ 32″ O       | Wohnhaus                                              |                                                                         | 30795147 |      |
| Callinstraße 50 52° 23′ 19″ N, 9° 42′ 32″ O       | Wohnhaus                                              |                                                                         | 30795168 |      |
| Nienburger Straße 7 52° 23′ 13″ N, 9° 42′ 38″ O   | Wohnhaus                                              |                                                                         | 30795187 |      |
| Nienburger Straße 7a 52° 23′ 14″ N, 9° 42′ 38″ O  | Wohnhaus                                              |                                                                         | 30795209 |      |
| Nienburger Straße 8 52° 23′ 14″ N, 9° 42′ 37″ O   | Wohnhaus                                              |                                                                         | 30795231 |      |
| Nienburger Straße 9 52° 23′ 15″ N, 9° 42′ 36″ O   | Wohnhaus                                              |                                                                         | 30795252 |      |
| Nienburger Straße 10 52° 23′ 16″ N, 9° 42′ 35″ O  | Wohnhaus                                              |                                                                         | 30795275 |      |
| Nienburger Straße 11 52° 23′ 16″ N, 9° 42′ 35″ O  | Wohnhaus                                              |                                                                         | 30795296 |      |
| Nienburger Straße 12 52° 23′ 17″ N, 9° 42′ 34″ O  | Wohnhaus                                              |                                                                         | 30795318 |      |
| Nienburger Straße 13 52° 23′ 17″ N, 9° 42′ 33″ O  | Wohnhaus                                              |                                                                         | 30795337 |      |
| Nienburger Straße 14 52° 23′ 18″ N, 9° 42′ 33″ O  | Wohnhaus                                              |                                                                         | 30795358 |      |
| Nienburger Straße 14a 52° 23′ 20″ N, 9° 42′ 31″ O | Wohnhaus                                              |                                                                         | 30795379 |      |
| Nienburger Straße 15 52° 23′ 20″ N, 9° 42′ 30″ O  | Wohnhaus                                              |                                                                         | 30795406 |      |

## Vinnhorst
| Lage                                              | Bezeichnung                                                   | Beschreibung | ID       | Bild           |
| ------------------------------------------------- | ------------------------------------------------------------- | --- | -------- | -------------- |
| Alt Vinnhorst 62, 62A 52° 25′ 25″ N, 9° 42′ 23″ O | Wohn-/Wirtschaftsgebäude                                      | | 30808611 | BW             |
| Alt Vinnhorst 64 52° 25′ 27″ N, 9° 42′ 24″ O      | ehem. Schule                                                  | Das vor 1863 errichtete Fachwerkhaus diente im Dorf Vinnhorst von 1863 bis 1902 als Schule. Aus Anlass des 400. Geburtstages von Martin Luther wurde vor der Schule eine „Luthereiche“ gepflanzt (Luthereiche Alt-Vinnhorst), die heute als Naturdenkmal geschützt ist. | 30808451 | Weitere Bilder |
| Alt Vinnhorst 105 52° 25′ 29″ N, 9° 42′ 21″ O     | ehem. Wirtschaftsgebäude                                      | [ 2 ] | 30808366 | Weitere Bilder |
| Alt Vinnhorst 125 52° 25′ 34″ N, 9° 42′ 28″ O     | Scheune                                                       | Teil der Baudenkmalgruppe Dorelhof. | 30808411 |                |
| Alt Vinnhorst 129 52° 25′ 36″ N, 9° 42′ 29″ O     | ehem. Altenteilerhaus                                         | Teil der Baudenkmalgruppe Dorelhof. | 30808342 |                |
| Alt Vinnhorst 125 52° 25′ 33″ N, 9° 42′ 24″ O     | Zaun                                                          | Teil der Baudenkmalgruppe Dorelhof. | 30808472 |                |
| Beneckeallee 32 52° 25′ 12″ N, 9° 42′ 28″ O       | Ehemaliges Verwaltungsgebäude der Textilfabrik Gebrüder Meyer | Teilrealisierung eines umfangreichen Entwurfs von Hans Poelzig mit 183 Plänen (1923). | 30808512 | Weitere Bilder |
| Beneckeallee 40 52° 25′ 23″ N, 9° 42′ 34″ O       | Verwaltungsgebäude                                            | [ 2 ] | 30808534 | Weitere Bilder |
| Fischteichweg 52° 25′ 34″ N, 9° 41′ 33″ O         | Denkmal                                                       | [ 2 ] | 30808554 |                |
| Wischkämpe 19 52° 25′ 25″ N, 9° 42′ 23″ O         | Wohn- und Wirtschaftsgebäude                                  | Im Denkmalatlas nicht aufgeführt (Oktober 2024). |          |                |